# Justicia cobensis
Justicia cobensis är en akantusväxtart som beskrevs av Cyrus Longworth Lundell. Justicia cobensis ingår i släktet Justicia och familjen akantusväxter. Inga underarter finns listade i Catalogue of Life.